# Jaromír Hořejš
Jaromír Hořejš, rodným jménem František Hořejš, (2. dubna 1903 Čeraz u Soběslavi – 2. prosince 1961 Praha) byl český básník, dramatik a překladatel z angličtiny.

## Život
Narodil se jako František Hořejš v domě čp. 14 v Čerazi, do rodiny rolníka Josefa Hořejše a jeho manželky Marie, rozené Vaňatové. V roce 1922 absolvoval učitelský ústav v Soběslavi a posléze se stal mimořádným posluchačem Filozofické fakulty Univerzity Karlovy v Praze (1929–1931) a Vysoké školy pedagogické v Praze (1931–1934). Působil jako učitel ve Větřní (1925–1926) a v Českém Krumlově (1926–1930), poté v Praze. Od roku 1938 do roku 1949 byl redaktorem školního nakladatelství. V letech 1949 a 1950 pracoval v loděnicích, ve sklárně a v porcelánce, od roku 1952 až do odchodu do důchodu učil v Praze-Strašnicích.
V roce 1926 si nechal úředně změnit jméno na Jaromíra. Dne 10. dubna 1944 se ve farním kostele svatého Matěje v Praze–Dejvicích oženil s úřednicí školního nakladatelství Věrou Hlaváčkovou.

## Dílo

### Regionální literatura
- Město pod horami (1930)
- Muž proti muži (1944) – o Jakubu Krčínovi;
- Zápas o českou školu v Českém Krumlově (1929)
- Český Krumlov (1927) – společně s J. Bartuškou

### Pro mládež
- Medvěd Pepík a tanečnice Zorka
- Černoušek Simba
- Dobrodružství ve Zlatém údolí
- Prodavač novin světovým vynálezcem
- Zlíchovští studenti
- Cígo admirál
- Václav Chrpa se učí malířem
- Boj o vynález
- Orlí srdce
- Pod Černickou oborou
- Hrdinové mořských hlubin
- Země hoří
- Osada pionýrů
- Od Kolumba po naši dobu